# Louise de Kéroualle
Louise Renée de Penancoët de Kérouaille, 1. księżna Portsmouth (ur. wrzesień 1649, zm. 14 listopada 1734 w Paryżu) – francuska szlachcianka, kochanka króla Anglii i Szkocji Karola II. Była córką bretońskiego szlachcica Guillaume de Penancoët, pana de Kérouaille, i jego żony Marie de Ploeuc de Timeur.

## Życiorys
Jako młoda dziewczyna Louise zamieszkała na dworze księżnej orleańskiej Henrietty Anny Stuart, siostry Karola II. W 1670 r. towarzyszyła księżnej w podróży do Anglii. Po nagłej śmierci Henrietty w 1670 r. król Karol II mianował Louise damą dworu swojej żony Katarzyny. Krążyły wówczas plotki, że dwór francuski specjalnie podsunął Karolowi Louise, ale nie ma na to żadnych dowodów. Kiedy jednak okazało się, że król okazuje Louise swoje względy, rozpoczęły się dworskie intrygi, w których prym wiedli francuski ambasador Colbert de Croissy oraz minister południowego departamentu lord Arlington.
Louise była inteligentną i upartą dziewczyną, i nie od razu nawiązała romans z królem. W 1672 r. urodziła Karolowi syna, również Karola, który otrzymał nazwisko Lennox i w 1675 r. otrzymał parowski tytuł księcia Richmond. Wsparcie, jakiego cały czas udzielała Louise francuska ambasada, stało się powodem plotek, że królewska faworyta działa na rzecz interesów Francji. Nie jednało jej to sympatii Anglików, mimo iż Louise odmawiała przyjmowania darów od króla Ludwika XIV.
19 sierpnia 1673 r. otrzymała parowskie tytuły księżnej Portsmouth, hrabiny Fareham oraz baronowej Petersfield. W grudniu tego roku Karol wyjednał dla niej francuski tytuł parowski księżnej d’Aubigny. Księżna pozostała w Anglii do śmierci Karola II w 1685 r. Następnie wyjechała do Francji, gdzie pozostała do końca życia, z wyjątkiem krótkiej podróży na dwór nowego króla Jakuba II. Ostatnie lata życia spędziła w Aubigny, zmagając się z wierzycielami. Król Ludwik XIV, a po jego śmierci Regent Orleański przyznali jej stałą pensję i chronili przez wierzycielami.
Louise zmarła w Paryżu w 1734 r. Jej potomkiem w prostej linii jest obecny książę Richmond, Lennox i Gordon. Wśród jej potomków znajdują się Diana Spencer, Camilla Parker Bowles i Sarah Ferguson.